# Кобрин
Кобрин (блр. Кобрын; рус. Кобрин) је град у југозападном делу Републике Белорусије и административни центар Кобринског рејона Брестске области.
Према проценама за 2013. у граду су живеле 52.000 становника, што Кобрин чини четвртим градом по величини у области (после Бреста, Барановича и Пинска).

## Географија
Град је смештен у западном делу Белоруског Полесја, на месту где се река Мухавец спаја са каналом Дњепар-Буг. Административни центар области град Брест налази се на око 46 км западније, док је главни град земље Минск удаљен 300 км у правцу североистока.

## Историја
Први писани помен о Кобрину датира из 1287. Од прве половине XIV века постаје саставним делом Велике Кнежевине Литваније.
Насеље 1589. добија Магдебуршко право и постаје делимично слободан трговачки град.
Град је претрпео страшна разарања током XVII века. У септембру 1648. у нападу козачких устаника град је спаљен готово до темеља. Средином XVII века у граду је живело 1.700 становника.
Након поделе Пољске 1795. постаје делом Руске Империје. Током лета 1812. недалеко од града одиграла се велика битка између руске и наполоенове војске, и том приликом је у самом граду спаљен велики број грађевина. Године 1897. у граду је живело 10.355 становника, од чега је су мање од 7.000 били Јевреји.
Почетак XX века био је изразито буран за Кобрин. Током Првог светског рата био је окупиран од стране Немачке, а потом поново 1919. долази под власт Пољске. У септембру 1939. у град улазе трупе совјетске армије, а сам град постаје делом Белоруске ССР.
Током Холокауста у Другом светском рату страдали су готово сви кобрински Јевреји који су пре рата чинили преко 70% целокупне градске популације.

## Демографија
Према процени, у граду је 2012. живело 51.687 становника.
| 1979.  | 1989.  | 1999.  | 2009.  | 2012.  |
| ------ | ------ | ------ | ------ | ------ |
| 31.811 | 44.829 | 44.829 | 51.166 | 51.687 |

Према подацима пописа из 1817. у граду је живело 1.427 становника, а 899 од њих су били Јевреји. По подацима првог сверуског пописа из 1897. Кобрин је имао 10.408 становника (6.783 Јевреја).
Током прве половине и средином XX века број становника у граду је бележио благи пад, што као последица векликих људских губитака током Другог светског рата, што услед велике емиграције ка већим градовима и ка иностранству. У другој половини прошлог века долази до наглог раста броја становника и већ 1991. у граду живи 49.400 становника.

## Саобраћај
Кобрин се убраја међу најважнија друмска чворишта у југозападној Белорусији. Кроз град пролази деоница аутопутева М1 Брест—Москва (део паневропског коридора II Берлин—Нижни Новгород), М12 (Кобрин—граница са Украјином, део европске магистрале E85), и М10 (Кобрин—Гомељ).

## Међународна сарадња
Град Кобрин има потписане уговоре о међународној сарадњи са следећим градовима:
- Враца (Бугарска)
- Гларус (Швајцарска)
- Илцен (Немачка)
- Ливни (Русија)
- Тихорецк (Русија)